# Les Visages de la victoire
Pour plus de détails, voir Fiche technique et Distribution.
Les Visages de la victoire est un film documentaire français réalisé par Lyèce Boukhitine et sorti en 2020. 

## Synopsis
La domination masculine vue à partir des témoignages d'épouses de travailleurs immigrés venues du Maghreb en France au cours des Trente Glorieuses.

## Fiche technique
- Titre : Les Visages de la victoire
- Réalisation : Lyèce Boukhitine
- Photographie : Lyèce Boukhitine et Guillaume Martin
- Son : Philippe Charriot et Lucas Frisch
- Montage : Noémie Moreau
- Musique : Vincent Ségal
- Production : Comic Strip Production
- Distribution : Dean Medias
- Pays d'origine :  France
- Genre : documentaire
- Durée : 93 minutes
- Date de sortie : France - 11 mars 2020